# Бутаков, Борис Иванович
Борис Иванович Бутаков (укр. Борис Іванович Бутаков; род. 26 сентября 1938) — советский и украинский учёный, доктор технических наук (1993), профессор.
Крупный специалист в области внешних физических воздействий на структуру и физико-механические свойства металлов и сплавов. Им разработаны научные принципы технологий для повышения физико-механических свойств деталей, слитков и отливок. Автор более 600 научных работ, в том числе 3 книг, а также 80 авторских свидетельств СССР, патентов на изобретения России и Украины.

## Биография
Родился 26 сентября 1938 года в посёлке Ертарский Тугулымского района Свердловской области.
Окончив в 1953 году семь классов школы, в этом же году поступил в Свердловский машиностроительный техникум, по окончании которого служил в рядах Советской армии.
Трудовую деятельность начал в 1960 году на Уральском заводе тяжелого машиностроения (ныне «Уралмашзавод»). С 1961 по 1976 год работал инженером-исследователем и старшим научным сотрудником в НИИТЯЖМАШе Уралмашзавода. В 1966 году окончил вечернее отделение Уральского политехнического института (УПИ, ныне Уральский государственный технический университет) и в нём же в 1974 году окончил аспирантуру. Защитил диссертацию на соискание ученой степени кандидата технических наук по специальности технология машиностроения на тему «Исследование и разработка способов обкатывания роликами винтов и червяков с крупным шагом в тяжелом машиностроении».
С 1976 по 1998 год Бутаков работал заведующим отделом в институте импульсных процессов и технологий Национальной академии наук Украины в городе Николаеве. В этот период, в 1993 году, защитил диссертацию на соискание ученой степени доктора технических наук в совете при Институте проблем материаловедения НАН Украины по специальности материаловедение в машиностроении на тему «Основные принципы технологии импульсного и малоскоростного воздействия на структуру и свойства металлов и сплавов». С 1998 по 2002 год работал главным специалистом на Николаевском глиноземном заводе.
С 2002 года Борис Иванович Бутаков — заведующий кафедры эксплуатации и технического сервиса машинно-тракторного парка, а с 2011 года работает заведующим кафедрой транспортных технологий и технического сервиса Николаевского национального аграрного университета (ННАУ). Является научным руководителем 20 научных работ и ответственным исполнителем 12 научных работ, под его руководством защищены две кандидатских диссертации. Также под его научным руководством студенты ННАУ неоднократно были победителями и призёрами Всеукраинских и региональных научных конкурсов и олимпиад.
Осуществил значительный вклад в науку, разработав ряд принципиально новых методологий, которые не имеют на сегодняшний день аналогов. Инновационные технологии и оборудование внедрены в производство и используются на предприятиях Украины и России. Его исследования и разработки были освещены в средствах информации Украины, России, Беларуси, США, Польши, Англии, Франции, Японии и Италии.